# Granica bułgarsko-grecka
Granica bułgarsko-grecka – granica międzypaństwowa między Bułgarią i Grecją o długości 493 kilometrów.

## Przebieg
Granica biegnie od styku granic Macedonii Północnej, Grecji i Bułgarii (góra Tumba 1880 m n.p.m.) w paśmie górskim Bełasica (grec. Kerkini), następnie biegnie w kierunku wschodnim przecinając rzekę Struma, grzbietem gór Sławjanka (Gocew Wrych 2219 m n.p.m.) w górach Piryn. W dalszym biegu przecina rzekę Mesta, górami Rodopy Zachodnie i Rodopy Wschodnie dochodzi do rzeki Bjała (na południe od miejscowości Mandrica), gdzie przyjmuje kierunek północny i dochodzi do rzeki Marica w okolicy miasta Swilengrad. Rzeką Marica do miejscowości Kapitan Andreewo, miejsca trójstyku granic Bułgarii, Grecji i Turcji.

## Historia
Granica powstała w 1913 roku po II wojnie bałkańskiej (konferencja pokojowa w Bukareszcie, 10 sierpnia 1913 roku), kiedy Grecja uzyskała południową Macedonię z Salonikami i część zachodniej Tracji z miastem Kawala, a Bułgaria niewielki dostęp do Morza Egejskiego w zachodniej Tracji z portem Dedeagacz.
Granica uległa zmianie w 1919 roku (traktat w Neuilly-sur-Seine), kiedy to obszar zwany Tracją Zachodnią, położony między rzekami Mestą i Maricą, przechodził pod kontrolę mocarstw zachodnich, które na konferencji w San Remo 20 kwietnia 1920 roku przekazały go Grecji.
W latach 1941–1945 Bułgaria okupowała część Tracji Zachodniej, wschodniej Macedonii i egejskie wyspy Tasos i Samotrakę.
Obecny przebieg granicy bułgarsko-greckiej ustalił podpisany 10 lutego 1947 roku w Paryżu traktat pokojowy.